# Los Tigres (banda)
Los Tigres, grupo musical que nace en 1978, tras la separación del grupo Los Tres Tristes Tigres, Humberto Becerra, Alfredo Cabrera, juntos proponen a Marlene ser parte de este nuevo proyecto musical y convertirla en la figura principal de la agrupación; de esta manera forman Los Tigres, de la mano de la disquera Top-Hits y de la gran calidad vocal del grupo lanzan en 1978 la primera producción discográfica como álbum musical, "Rayando Las Paredes", disco que rápidamente logró la aceptación del público ubicando sus temas en los primeros lugares radiales de Venezuela.
Seguidamente, para la Navidad de 1979, participan el un álbum: "Navidad con las estrellas".
Para 1980, lanza al mercado el álbum: "Hoy Al Recordar Una Década", esta producción discográfica logró convertirse rápidamente en un suceso nacional, logrando consolidarse internacionalmente.
Para 1981 presentan su nueva producción discográfica, Quedate Esta Noche, álbum que alcanzó gran popularidad y venta; en 1982 participan en un dúo con el grupo Limón Y Menta, en la grabación de un disco, titulado Limón Y Menta Con Los Tigres.
Para el año 1982 deciden poner punto final a esta exitosa carrera; seguidamente ese mismo año Marlene debuta como solista logrando darle mayor proyección a su carrera musical. Los Tres Tristes Tigres retomaron nuevamente a la agrupación, sus tres integrantes originales: Humberto Becerra, Alfredo Cabrera y Douglas Herrera para dedicarse a las giras y conciertos por toda Venezuela y en el exterior.
- Datos: Q5980442